# Carl Zewy

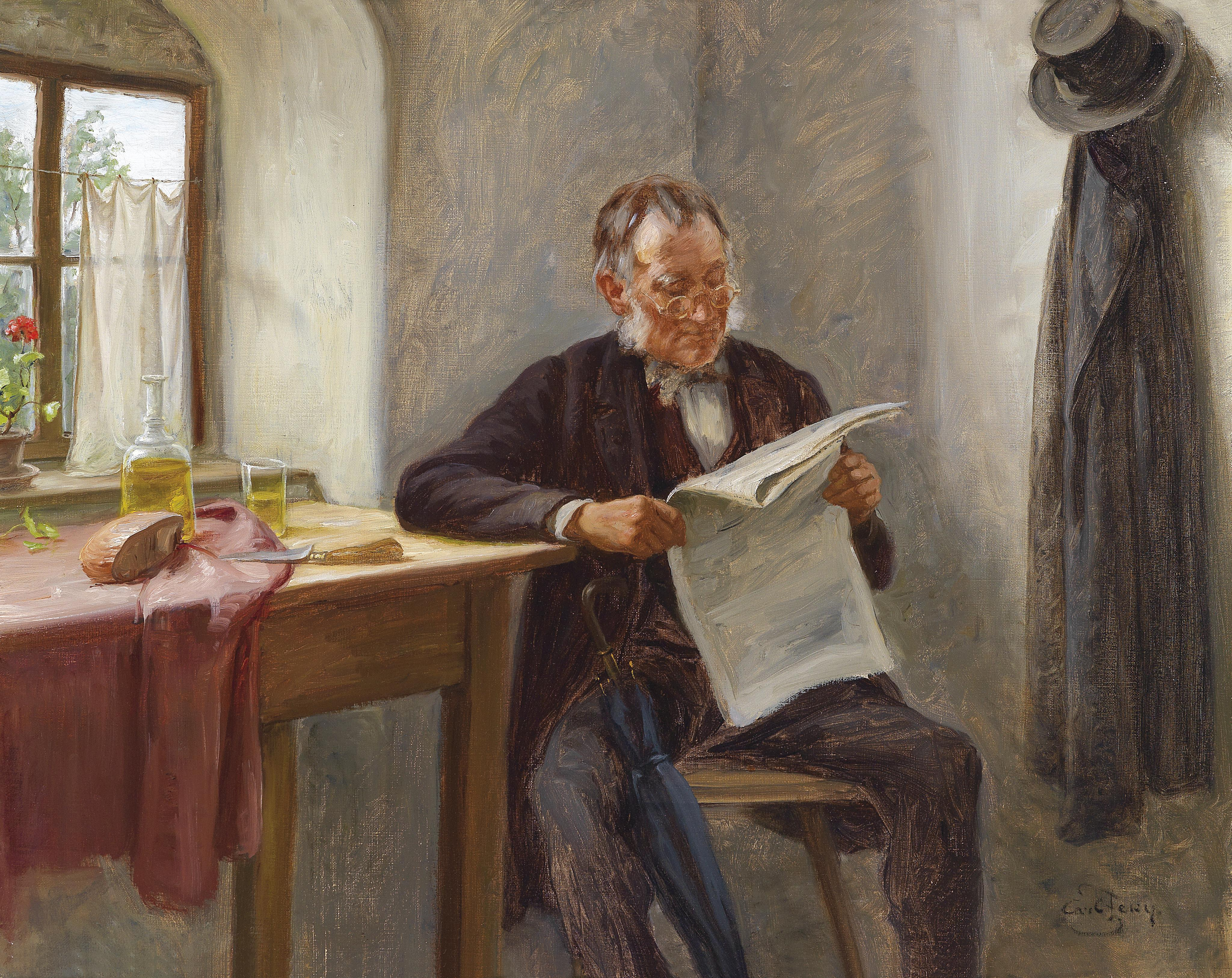
Der Zeitungsleser

Carl Zewy (* 21. April 1855 in Wien; † 20. Juni 1929 ebenda) war ein österreichischer Genremaler.
Zewy studierte an der Akademie der bildenden Künste Wien bei August Eisenmenger sowie an der Königlichen Akademie der Künste in München, wurde dort jedoch nicht immatrikuliert.
Nach dem Studium kehrte Zewy nach Wien zurück und beschäftigte sich mit der Genremalerei. Er illustrierte auch Bücher. Er war mit den Malern Isidor Kaufmann, Josef Gisela und Johann Hamza befreundet. Zu Zewys Freundeskreis gehörten auch der Illustrator und Karikaturist Karl Elleder sowie der Filmregisseur Fritz Lang. Zewy bekam viele Aufträge vom Wiener Kunsthändler Friedrich Schwarz.
Zewy stellte regelmäßig auf den Ausstellungen des Wiener Künstlerhauses aus. Viele seiner Gemälde erschienen in der „Gartenlaube“ und auf Postkarten.
Am 24. April 1925 wurde Zewy mit dem Titel „Bürger der Stadt Wien“ ausgezeichnet.

## Literatur

Von Carl Zewy signierte Gemälde-Postkarte Die Gesangstunde an Therese und Karl Elleder (1920)